# Cyril Mennegun

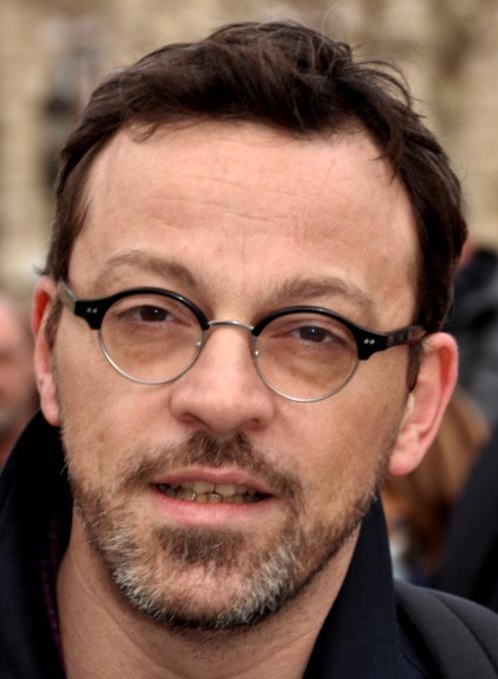
Cyril Mennegun au déjeuner des nommés des César du cinéma

Cyril Mennegun (Menneguin de son vrai nom) né à Belfort le 26 mars 1975, est un réalisateur et scénariste français, lauréat du prix Louis-Delluc du Premier Film et du César du meilleur premier film en 2013 pour Louise Wimmer.

## Biographie
Cyril Mennegun commence sa carrière à 26 ans par le documentaire. Il en réalisera une quinzaine, dont Tahar l'étudiant en 2005, qui est un portrait de son ami Tahar Rahim, l'acteur césarisé d'Un prophète et qui signe sa rencontre avec son producteur Bruno Nahon.
Louise Wimmer, son premier long métrage, sort dans les salles françaises le 4 janvier 2012. Après sa projection à la 68e Mostra de Venise, la presse est unanime. Louise Wimmer révèle alors un cinéaste et une actrice méconnue du grand public : Corinne Masiero. Le film multi-récompensé est couronné en décembre 2012 du prix Louis-Delluc du « meilleur premier film », puis en février 2013 « meilleur premier film » par le syndicat français de la critique de cinéma. Il obtient le même mois l'Étoile d'or de la presse et le César du meilleur premier film lors de la 38e cérémonie des César. En juin 2013, la Société des auteurs et compositeurs dramatiques lui remet son prix Nouveau Talent Cinéma.
Début 2021, il démarre le tournage de sa première série pour la chaine franco-allemande Arte: Esprit d'hiver, adapté du roman éponyme de l'écrivaine américaine Laura Kasischke, où il réunit Audrey Fleurot , Cédric Kahn et Lily Taieb.

## Filmographie

### Cinéma
- 1997 : La Cloche, court métrage de Charles Berling : assistant-réalisateur
- 2012 : Louise Wimmer
- 2017 : La Consolation

### Télévision
- 2021 : Esprit d'hiver  (série télévisée)

### Documentaires
- 2002 : Quel travail[4]
- 2003 : Les Apprentis[5]
- 2004 : Jours précaires[6]
- 2005 : Tahar l'étudiant[7]
- 2006 : Le Journal de Dominique[8]
- 2008 : Une vie d'enfant[9]
- 2009 : Tout le poids du monde
- 2009 : 20 ans nous et le monde

### Scénariste
- 2005 : Tahar l'étudiant
- 2006 : Le Journal de Dominique
- 2008 : Une vie d'enfant
- 2012 : Louise Wimmer
- 2017 : La Consolation
- 2021 : Esprit d'hiver  (série télévisée)

## Distinctions

### Récompenses
- 2006 : Étoile de la SCAM pour Tahar l'étudiant[10]
- 2009 : Lauréat de la Fondation Gan pour le Cinéma pour le film Louise Wimmer[11]
- 2011 : Bayard d’or de la Meilleure première œuvre au festival international du film francophone de Namur pour Louise Wimmer[12]
- 2011 : Prix du public au festival du film de Belfort pour Louise Wimmer[13]
- 2013 : César du meilleur premier film pour Louise Wimmer
- 2013 : Prix Louis-Delluc du meilleur premier film décerné en décembre 2012 pour Louise Wimmer[14]
- 2013 : Prix SACD Nouveau talent cinéma remis à Cyril Mennegun
- 2013 : Prix du Syndicat français de la critique de cinéma pour le meilleur premier film attribué à Louise Wimmer[15]
- 2013 : Étoile d'or du premier film pour Louise Wimmer[16]

### Nominations
- Trophée Francophone 2013 Trophée Francophone de la réalisation, nomination de Cyril Mennegun
- 18e cérémonie des Lumières de la presse internationale : Nomination au Lumière de la meilleure mise en scène pour Louise Wimmer[17]
- Duo révélation réalisateur/producteur avec Bruno Nahon au trophées du magazine Le Film français en janvier 2013[18]
- Meilleur réalisateur au Prix LUX du parlement européen[19]